# Олд-Гарбор (Аляска)
Олд-Гарбор (англ. Old Harbor) — місто (англ. city) в США, в окрузі Кодіяк-Айленд штату Аляска. Населення — 216 осіб (2020).

## Географія
Місто розташоване у південній частині острова Кадьяк у декількох сотнях метрів від острова Сіткалідак. Місто обслуговує однойменний аеропорт.
Олд-Гарбор розташований за координатами 57°13′12″ пн. ш. 153°19′50″ зх. д. / 57.22000° пн. ш. 153.33056° зх. д. (57.220040, -153.330498).  За даними Бюро перепису населення США в 2010 році місто мало площу 68,69 км², з яких 53,17 км² — суходіл та 15,52 км² — водойми. В 2017 році площа становила 58,50 км², з яких 41,93 км² — суходіл та 16,57 км² — водойми.

## Історія
Перші згадки про поселення на цьому місці датуються 14 серпня 1784, коли російський промисловець Григорій Шеліхов зі 130 — 190 своїми людьми влаштував різанину місцевих ескімосів на сусідньому острові Сіткалідак. Після цього він заснував в бухті Трьох Святителів (сусідня затока від Олд-Гарбора, близько 13 кілометрів по воді) перше постійне російське поселення на Алясці.
1931 року в селищі відкрилося перше поштове відділення. 1964 року поселення було майже повністю знищено Великим землетрусом на Алясці: від нього залишилися лише церква і два будинки, але Олд-Гарбор було відбудовано знову. 3 червня 1966 поселення було інкорпоровано, отримавши статус «місто» (city).

## Демографія
За оцінками 2012 року в місті проживало 227 осіб (128 чоловіків і 99 жінок), середній вік жителя — 34,3 роки, середній дохід домогосподарства — 49 314 доларів на рік. Походження предків: росіяни — 9,4 %, норвежці — 9,1 %, ірландці — 3,8 %, англійці — 3,1 %, німці — 1,6 %.

### Перепис 2010
Згідно з переписом 2010 року, у місті мешкало 218 осіб у 84 домогосподарствах у складі 53 родин. Густота населення становила 3 особи/км².  Було 105 помешкань (2/км²).
Расовий склад населення:
| - 87,6 % — корінних американців - 11,0 % — білих |

До двох чи більше рас належало 1,4 %. Частка іспаномовних становила 1,4 % від усіх жителів.
За віковим діапазоном населення розподілялося таким чином: 29,8 % — особи молодші 18 років, 61,9 % — особи у віці 18—64 років, 8,3 % — особи у віці 65 років та старші. Медіана віку мешканця становила 34,3 року. На 100 осіб жіночої статі у місті припадало 129,5 чоловіків;  на 100 жінок у віці від 18 років та старших — 146,8 чоловіків також старших 18 років.
Середній дохід на одне домашнє господарство  становив 65 061 долар США (медіана — 33 750), а середній дохід на одну сім'ю — 84 596 доларів (медіана — 63 125). Медіана доходів становила 41 071 долар для чоловіків та 46 250 доларів для жінок. За межею бідності перебувало 18,8 % осіб, у тому числі 9,6 % дітей у віці до 18 років та 0,0 % осіб у віці 65 років та старших.
Цивільне працевлаштоване населення становило 107 осіб. Основні галузі зайнятості: публічна адміністрація — 29,9 %, освіта, охорона здоров'я та соціальна допомога — 18,7 %, сільське господарство, лісництво, риболовля — 15,0 %.

### Перепис 2000
За переписом 2000 року в Олд-Гарборі проживали 237 осіб (79 домогосподарств, 51 сім'я). Расовий склад: ескімоси — 73 %, білі — 13,08 %, змішані раси — 13,92 %. В 44,3 % домогосподарств були неповнолітні діти, які проживають там же, 32,9 % домогосподарств були одруженими парами, що живуть спільно, 13,9 % представляли собою жінку — главу родини без чоловіка, 34,2 % не були сім'ями. Середній розмір родини був 3,6 людини. 39,7 % населення були неповнолітніми, 7,6 % у віці від 18 до 24 років, 29,5 % — від 25 до 44 років, 19 % — від 45 до 64 років і 4,2 % були пенсіонерами. Середній вік мешканця становив 27 років. На кожні 100 жінок припадало 127,9 чоловіків, причому на 100 повнолітніх жінок припадало 142,4 чоловіки порівнянного віку. Середній дохід домогосподарства становив 32 500 доларів на рік, дохід родини — 26 000 доларів при середньому доході чоловіка в 33 750 доларів на рік і жінки в 23 750 доларів. Дохід на душу населення становив 14 265 доларів на рік. 30,8 % сімей та 29,5 % населення перебували за межею бідності, включаючи 32,5 % неповнолітніх.